# Devarahalli Kaval, Arkalgud
Devarahalli Kaval là một làng thuộc tehsil Arkalgud, huyện Hassan, bang Karnataka, Ấn Độ.